# Daniel Daigle
Pour les articles homonymes, voir Daigle.
Daniel G. Daigle est un agent d'assurances et un homme politique canadien.

## Biographie
Daniel G. Daigle est né le 7 février 1939 à Saint-Léonard, au Nouveau-Brunswick. Son père est Ulric Daigle et sa mère est Élizabeth Anne Bellefleur. Il étudie au Collège Saint-Louis d'Edmundston, au Collège Saint-Joseph de Memramcook et à la St. John Vocational School. Il épouse Philippa Cyr le 14 mai 1966 et le couple a quatre enfants.
Il est député de Madawaska à l'Assemblée législative du Nouveau-Brunswick de 1970 à 1974 en tant que libéral. Il est ensuite député de Madawaska-Sud de 1974 à 1978 au sein du même parti.
Il est membre des Chevaliers de Colomb.